# Marosvásárhely magyar irodalmi élete
Marosvásárhely magyar irodalmi élete – Marosvásárhely már az 1200-as években vásáros hely; városnevét oklevélben először „Zekel Wasarhel”-ként 1301-ben írták le. Bethlen Gábor idejében szabad királyi város lett. A céheknél már nevezetesebb református iskolája, s a 18. század végén a tekintélyes nyugati egyetemeken is ismerik a város könyvesházát: a kancellár Teleki Sámuel gróf Tékáját.

## Előzmények
A legelső kéziratot Borsos Sebestyén városi főbíró, erdélyi krónikaíró hagyta az utókorra (Világnak lett dolgairól írott krónika, 1490–1583). A fia, Borsos Tamás Marosvásárhely várépítő főbírája, Bethlen Gábor diplomatája, portai követe. Munkái közül a legnevezetesebbek: Önéletírása (1614) és Memoriáléja (1630). A város krónikáját a vásárhelyi vár választott kapitánya, Nagy Szabó Ferenc folytatja (1658). A reformátusok iskolája a 18. század elején alakul át kollégiummá. Már a particula igazgatói közül az 1500-as évek utolsó évtizedeiben kitűnt Laskói Csókás Péter meg Baranyai Décsi Czimor János, később a professzorok közül Buzinkay Mihály, Pósaházi János, még később Kovásznai Tóth Sándor, Köteles Sámuel, Makfalvi Dósa Elek, Bolyai Farkas, Bodola Sámuel, Kibédi Péterfi Károly, Mentovich Ferenc, Koncz József. A kollégium a középosztály szellemi kohójává vált. Itt ringatták a vásárhelyi színjátszás bölcsőjét, s a kollégium nyomdájában készült el az első kalendárium is. Teleki Sámuel ajánlására Kazinczy Ferenc is ellátogatott 1816-ban a városba és a tékába, később az Erdélyi levelekben ír erről. Aranka György 1791-ben röpiratban kezdeményezte "Egy Erdélyi Magyar Nyelvmívelő Társaság felállítását", s megszervezte az Erdélyi Kéziratkiadó Társaságot is. Széles körű levelezése során Csokonai Vitéz Mihállyal is kapcsolatba került, aki az ő leveleiből merített ihletet, s írta meg Marosvásárhelyi gondolatok c. versét (1798). 1836-ban jelenik meg Borosnyai Lukács János verses városképe, a Régi és új Vásárhely, amely a helytörténész pontos eligazítója.
Az 1848–49-es forradalom és szabadságharc eseményei során Petőfi Sándor 1849 januárja és júliusa között négy alkalommal fordult meg a városban; itt írta többek között emlékezetes versét: „Bizony mondom, hogy győz most a magyar” (1849. március 6. vagy 7.) és legutolsó levelét "Kedves édes Juliskám"-nak július 29-i keltezéssel. Bolyai Farkas, a kollégium matematika-fizika-kémia szakos professzora, az MTA levelező tagja, minden ellenkező híresztelés ellenére a kisváros egyik legnépszerűbb notabilitása, a vidéki udvarházak, arisztokrata kastélyok kedvelt és megbecsült vendége; fia, Bolyai János a legnagyobb név a város múltjában. Személyiségéről, nemkülönben környezetéhez, a kisvároshoz és édesapjához fűződő viszonyáról a kutatás még sok újat mondhat, szembefordulva az őt hagyományosan elfogultan ábrázoló klisével. Tizenhat évig élt itt (1868–1884) Tolnai Lajos, korának legkíméletlenebb prózaírója, aki nemcsak lelkésze, hanem kérlelhetetlen erkölcsbírója is akart lenni városának. Megalapította a Kemény Zsigmond Társaságot (1876) és Erdélyi Figyelő címen folyóiratot indított. Petelei István viszont nem vendég, ő otthon volt szülővárosa világában. Élete egy részét Kolozsváron élte le, majd férfikora delén a kisvárost választotta: munkásságának utolsó fölvillanó szakaszában átvállalta a Kemény Zsigmond Társaság vezetését, kiadta annak lapját, a Marosvásárhelyi Füzeteket.
A századforduló a föllendülés, a konjunktúra nagy pillanata, korlátlan a hitel, a város építkezett, egy fiatal, szabadkőműves polgármester diktálta a tempót, Bernády György. Fölépült egész sor középület, a Közművelődési Palota, megalapították a zeneiskolát, a képtárat, a városi könyvtárat, amely a közművelődés jelentős bázisa lett, állománya közgyűjteménnyé nőtt. Megnyitották a székely iparmúzeumot, fölépült a református kollégium új központi épülete, a római katolikus fiú-főgimnázium, a katonai alreáliskola, az állami leánygimnázium, a felső kereskedelmi iskola, az ipari iskola, polgári fiúiskola, tanonciskola, akkor aztán igazán iskolavárosnak nevezhető Marosvásárhely. A menedzser polgármester értelmiséget is toborzott, a zeneiskolához művészembereket szerződtetett. Erről a mozgalmas korszakról és főszereplőjéről Ady Endre több alkalommal írt a Nyugatban.
Következett az első világháború és rögtön utána Trianon.

## 1918 után
1918. december 5-én vonultak be a városba a megszálló román csapatok. A Magyar Nemzeti Tanács csupa civil, az őszirózsás forradalom pacifista utóvédje; az impériumváltozás traumáját egy részük soha nem heverte ki. Elsőnek egy katonaorvos, Osvát Kálmán cselekedett, és már 1919 elején megindította a Zord Időt. Antalffy Endre, Berde Mária, Molter Károly, Turnowsky Sándor, Büchler Pál, Dékány Kálmán a legbelső, radikális mag. A lapindítást az arisztokraták, a környékbeli földbirtokosok segítették, de a máról holnapra kisebbségivé változott társadalom újjászerveződésében, a magyar kultúra anyagi támogatásában jelentős részt vállalt a zsidó polgárság s Osvát lexikont is szerkeszt elsőnek Trianon után. Az Erdélyi Lexikon (1929) tömör és gyors értékeléseivel elsősorban "szellemi eleganciájának és belső szabadságának" bizonyítéka. Ekkor jelent meg a kollégiumi diáklap, a Jövő Nemzedéke s Morvay Zoltán hetilapja, a Tükör, egyszerre kilenc napi- és hetilap.
Valaha csak a kollégiumnak volt tipográfiája, itt nyomtatta ki Káli Simon a Bolyaiak "minden munkáját" is. Utolsó faktora, művezetője, majd nyomdászmestere Sztupiár István, aki 1897-ig vezette, amikor a kollégium eladta nyomdáját Benkő Lászlónak. A Benkő-nyomda 1948-ig működött, az államosításig. Volt nyomdája a római katolikus leányiskolának is. Ezt vásárolta meg és modernizálta később Adi Árpád, ezután Kossuth-nyomda néven ismerték, 1922-ben ez lett a Bolyai Nyomda RT. 1902-ben helyezte üzembe Révész Béla az akkor legkorszerűbb, nagy kapacitású könyvnyomdáját. Itt kezdte mesterként Morvay is, aki hamarosan Révész sógora lett és a nyomda vezetője. Az 1920-as években Morvay Zoltán könyvkiadással is foglalkozott. Ő kezdeményezte és szervezte meg az Erdélyi Könyvbarátok Társaságát, amelynek nyolc kötetet sikerült kihoznia, s amely csak az ESZC megindulása miatt szűnt meg.
A lázas korszak ünnepelt helyi költő- és írószemélyiségei a verseiért Ady által is megdicsért Bucherné Szász Piroska, a lázadó hangú Nagy Emma, a fiatalon elhunyt, Peteleire emlékeztető Balogh Endre. Vásárhelyen indultak, a Zord Idő pályázatán tűntek fel az erdélyi irodalmi köztudatban Sipos Domokos, Nyirő József, Tompa László és Áprily Lajos is.
A város életére, kultúrájára mindig nagy hatással volt az anyaországból érkező vendég. A háború kritikus évében a Nyugat írói "szabadcsapatának" vendégszereplése emlékezetes (Osvát Ernő, Ignotus, Schöpflin Aladár, Móricz Zsigmond, Ódry Árpád). A forradalmak bukása után is sokan megfordultak Vásárhelyt. Romániai körútja közben 1922-ben két alkalommal meglátogatta itteni barátait Jászi Oszkár, akinek eszméi mélyen beépültek a transzilvanizmus világába. Bartók Béla 1922. februári ittlétének emléke máig visszhangzik.
Az 1920-as években újjászületett a Kemény Zsigmond Társaság, s a város kulturális életének különlegességévé vált, 1929-ben ünnepélyes keretek között ülte meg félszázados jubileumát. A két háború közti idők rangos magyar írói, költői, művészei léptek föl: Móra Ferenc (1928), Mécs László (1929), Móricz Zsigmond (1930, 1942), Benedek Marcell (1931), Kosztolányi Dezső (1934), Sík Sándor (1943). A kisváros az irodalom ablakán tekinthetett ki a nagyvilágra. A Társaság elnökévé az akkor 25 éves Kemény Jánost választották (1928), főtitkárává pedig Sényi Lászlót, mellettük ott volt Berde Mária és Molter Károly. Ők négyen az igazi szellemi függetlenség biztosítékai – legtartósabban Molter.
1913-ban, amikor Molter a kollégiumban kezdő tanárként a katedrára lépett, még valamelyes németes akcentussal beszélt magyarul. "Szerencsés" házassága és az impériumváltozás kollektív élménye kötötte végleg Erdélyhez. Egy egészen más, német kultúrkörből érkezett a Székelyföldre, egészen más, liberális eszményeket vallva és a város éppen a másság jogát elismerve fogadta fiává. Cserébe életfogytiglan vállalta a közös kisebbségi sorsot. Hét évtizedet élt választott hazájában, elbeszéléseinek örök színhelye a "bolond kisváros", az ember számára valaha is kitalált eszményi élettér.
Vásárhely a kötelező átszállóhely a Helikon írói számára is, akik Marosvécsen, Kemény János báró kastélyában gyülekeztek 15 nyáron át, s a kapcsolattartás, a tájékozódás sokféle lehetőségét kínálták ezzel. Az 1930-as években kezdett írni Kovács György, Gagyi László, Kiss László.
1937-ben itt bontott zászlót a vásárhelyi találkozó, amelynek önszervező kisebbségvédelmi platformja hosszú lejáratú, máig érvényes tanulságokkal szolgált. Tamási Áron itt elhangzott szavait, de Kacsó Sándor akkori pozícióját is a román és a magyar nép békés együttélésének útjairól és feltételeiről egyaránt igazolta a történelem.
A bécsi döntést követő négy esztendőben az Észak-Erdély részeként Magyarországhoz visszacsatolt város kis centrummá lépett elő. A Székely Szó főszerkesztője, a Kolozsvárról leköltözött Szász Endre munkatársai: Szathmáry Lajos, Szappanyos Gabriella, Bözödi György, Sebestyénné Hajós Aliz.
A háború előtt és a háború alatt mást jelentett a politikai baloldal, mint azután. Az 1930-as évek végén a munkásotthon a gyárvilág, az ipari munkások fontos bázisa volt. Székely József bútorgyáros teljes könyvtárat adományozott a vásárhelyi munkásotthonnak; elbeszéléseit még a Zord Idő publikálta. 1937 tavaszán költözött Vásárhelyre a "szegények költője", Salamon Ernő. Ő háromszorosan is kisebbségi volt: mint zsidó, mint magyar költő, mint kommunista. Holott tulajdonképpen ösztönös anarchista.
Ezek az utolsó esztendők, amikor a magyar-magyar kapcsolatok aránylag szabadok voltak, utazhattak az emberek. A város legemlékezetesebb magyarországi vendége Németh László, aki 1935-ben megállt Vásárhelyen is, majd a kisebbségi sors lehetőségeit és lehetetlenségeit elemezte a Magyarok Romániában c. esszéjében. Móricz Zsigmond mintha búcsúzni jött volna vissza, halála előtt, 1942-ben is ellátogatott Vásárhelyre, több írása is őrzi ittléte emlékét. De ellátogatott ide Cs. Szabó László, Szabó Lőrinc, Márai Sándor is. Ebben a légkörben nevelkedett s 1944 tavaszán érettségizett a gimnáziumban Lorand Gaspar, a későbbi francia költő.

## 1944 után
A város 1944 szeptemberében aránylag könnyen megúszta az újabb impériumcserét. Sőt amikor Kolozsvárról a Bolyai Tudományegyetem orvosi karát leköltöztették Vásárhelyre, ez fölmérhetetlen civilizációs és kulturális változást, rangot, előrelépést jelentett: magasan képzett, művelt réteget „importált” a város, egyetemi város lett. 1946-ban megalakult a Székely Színház a Salamon Ernő Atheneum és a háttérben a Magyar Népi Szövetség kezdeményezésére. A kultúrpalota hangversenytermének színpadán 1946. március 10-én ment föl először a függöny. Új napilapja is lett a városnak a Pittner Olivér által 1944. november 4-én indított Szabad Szó, amelyet 1945. szeptember 16-tól már Kovács György jegyzett. Egy darabig jelentős írók is közöltek az újság vasárnapi mellékletében. Aztán osztozott laptársai sorsában: 1948. április 8-tól „a Romániai Magyar Népi Szövetség lapja” lett, még az év augusztus 12-től nevét Népújságra változtatta, 1951. április 6-tól kezdve Előre, majd Vörös Zászló néven cenzúrázott, sematikus pártlap, a kommunista párt és a tartományi néptanács lapja.
Az új rendszer, a „népi demokrácia” egész sor művelődési intézményt hozott létre. A megalakuló bábszínház a gyermekirodalom termését mutatta be, többek között Bajor Andor, Kemény János, Mark Alexandra, Bede Olga műveit. Megkezdte működését az állami filharmónia. Új iskolákat, tanítóképzőt, szakiskolákat nyitottak meg. Pár évig önálló könyvkiadó is működött, mindez a Magyar Autonóm Tartomány kirakataként.
Az írók idősebb generációja azonban közben elhallgatott, félreállították. Kemény János évekig egy mészégető telepen lapátolt és talicskázott, népes családja kegyelemkenyéren élt. Bözödi György börtönbe került, kiengedték, újra bezárták, mikor szabadon volt, folyamatosan zaklatták. Gagyi Lászlónak ebben az időben új műfaja és területe a novella. Szabó Lajos történelmi életképekkel próbálkozott. Az 1950-es években Kovács György írta újra, szerkesztette át egész életművét. Papp Ferenc az ötvenes, hatvanas években a szocialista realizmus sémáira esküdött. Hajdu Zoltán kommunista csasztuskákat gyártott állami díjas szinten.
Az Irodalmi Almanachot bútorostól költöztették le Vásárhelyre. Itt nevet cseréltek, ez lett az Igaz Szó, az erdélyi magyar irodalom egyetlen folyóirata, egy karrierista főszerkesztő politikai vadászterülete. Sokáig működött mellette irodalmi kör, ahol több tehetséges fiatal prózaíró és költő kezdte pályafutását. Leköltöztették a Szentgyörgyi István Színművészeti Főiskolát is (1953). Megkezdte működését a területi rádióstúdió (1958), az Állami Székely Népi Együttes; ennek kibontakozó munkássága fölvirágoztatta az erdélyi magyar kórus- és táncmozgalmat. Képeslap indult, előbb Művészet, majd Új Élet a színes kulturális hetilap neve. Tanárképző, úgynevezett Pedagógiai Főiskola meg akadémiai történelmi kutatóintézet létesült (itt, illetve a Teleki Tékában dolgozik többek között Farczády Elek, Fikk László, Vigh Károly). A kiépülő struktúra, az intézmények jelentősége nagy, új szellemi erőt vonzott a városba.
Az 1956-os forradalom után pártkizárások, letartóztatások következtek. Majd csak a hatvanas, hetvenes évek fordulóján könnyebbült a közlés, a cenzúra mérsékelte arroganciáját. A szerkesztők, irodalomtörténészek, kritikusok közül kiemelkedett Szász Béla, Izsák József, Oláh Tibor, Kovács István munkássága. Gálfalvi Zsolt 1969-ig élt Vásárhelyen, szerkesztő az Igaz Szónál, majd színházigazgató volt. Ugyancsak az Igaz Szó belső munkatársa Jánosházy György és Székely János, akik a legmostohább évtizedekben, egy irodalom- és művészetellenes világban is meg tudták őrizni kultúrájuk integritását. A könyvkiadás pártellenőrzésének átmeneti liberalizálódását kihasználva jelentek meg a Kriterion Könyvkiadónál Marosi Ildikó gondozásában impozáns kötetekben a Kemény Zsigmond Társaság, majd a Helikon és a Szépmíves Céh forrásértékű irodalomtörténeti dokumentumai.
Külön-külön nemzedékhez, más és más ízlésvilághoz szokták sorolni Varró Ilonát, Vári Attilát, Nemess Lászlót és Györffi Kálmánt. Prózájuk markáns különbözősége meg is engedi ezt. Mégis a közös élményvilág, az egykori kisvárosi létforma furcsa genetikus jegyei, a rokonmotívumok örökké kimutathatóak mindegyik szövegéből. A 31 éves korában halálba menekülő Szőcs Kálmán kész költői életművet hagyott hátra. A verista kisprózát művelő Oltyán László tragikusan korai halála szintén a kommunista diktatúra éveiben itt uralkodó szellemi légkört érzékeltette. Ebben a légkörben, ennek ellenében jöttek létre a Tordán született Székely János versei, drámái, regényei és esszéi, a Pusztakamarásról indult Sütő András naplójegyzetei, csapongó szociografikus írásai, esszéregényei, gondolattal teli drámái. A szabadság és a szolgaság viszonyáról, a forradalom és hatalom természetrajzáról, a sajátosság oltalmazásáról sokan írtak őelőtte is, de kevesen mondtak ki hitelesebb igazságot minderről.
Az 1980-as éveket az egyre kíméletlenebb diktatúra légkörében, a megalázó pauperizálódás körülményei között élte át az irodalom. Már titokban sem születtek irodalmi értékek. Az intézményeket, ami még megmaradt, becsukták, a magyar iskolák kisemmizett tagozatokká sorvadtak, a lelki és fizikai terror következtében egy teljes nemzedék menekült el, költözött át az anyaországba vagy Nyugatra (tizenöten-húszan csak az OGYI tanszemélyzetéből). Az írók közül Vári Attila, Katona Szabó István, Ágoston Vilmos, Molnár H. Lajos.

## 1989 után
1989 karácsonya után megint az írók, költők és lapszerkesztők álltak a kisebbség élére. 1990 februárjában és márciusában égő gyertyával és Bibliával, magyar könyvvel a kezében a magyar iskolákért tüntetett Vásárhelyen nyolcvanezer ember, Sütő András vezetésével. Márciusban éppen ezért ő a terroristák célpontja, kis híján életével fizetett helytállásáért. Háborgó tenger a város, új lapok jelentek meg, a Népújság, az Erdélyi Figyelő, a reformátusok Üzenete, az RMDSZ Itthon nevű félhavi lapja.
Az írók folyóirata is újjászületett, Batsányi Jánostól kölcsönözték az új nevet: Látó. A redakció megfiatalodott, a költő Kovács András Ferenc, Káli Király István, Láng Zsolt az új csapat. Egy darabig Székely János, Jánosházy György is jelen volt. Törzsgárdájához tartozott az Igaz Szó egykori csapatából Gálfalvi György, Markó Béla, a Látó főszerkesztője.
Az irodalom emlékét őrzik a sírok; a református temetőben található Borsos Tamás, Nagy Szabó Ferenc emlékírók sírköve, Aranka György, a két Bolyai, Mentovich Ferenc, Koncz József, Bedőházi János, Sényi László, Antalffy Endre, Molter Károly, Szőcs Kálmán sírhelye, a római katolikus temetőben nyugszik Petelei István. Emléktábla jelöli a Fő-tér és a Szentgyörgy utca sarkán a volt Görög Károly-féle bankházat, ahol egykor Petőfi Sándor megszállt. Kőtábla jelölte Petelei lakóhelyét a Szentgyörgy téren, de a nyolcvanas években a városrombolás során levették a táblát, Petelei István saját lakóházára a Deák Farkas utcában nem került jel. A kollégium Köteles Sámuel utcai tanári házán két márványtábla őrzi a Bolyaiak (Bolyai Farkas, Bolyai János) és Molter Károly emlékét.